# Bettina Bunge
Bettina Bunge (Adliswil, Suïssa, 13 de juny de 1963) és una exjugadora professional de tennis alemanya.
Va guanyar quatre títols individuals i quatre en dobles, que li van permetre arribar a les posicions sisena i dissetena dels respectius rànquings. Va formar part de l'equip d'Alemanya Occidental de la Copa Federació en diverses ocasions, i fou finalista en les edicions de 1982 i 1983.
Fou guardonada amb el premi de millor retorn al circuit WTA l'any 1987.

## Biografia
Filla d'un empresari alemany, va néixer a Suïssa i va créixer al Perú, on fou campiona nacional amb 13 anys. Posteriorment es van traslladar a Miami (Estats Units), on segueix vivint actualment.

## Palmarès: 8 (4−4−0)

### Individual: 13 (4−9)
| Títols per superfície |
| --------------------- |
| Dura (0−2)            |
| Gespa (0−1)           |
| Terra batuda (1−1)    |
| Moqueta (3−5)         |

| Resultat   | Núm. | Data                   | Torneig                     | Superfície   | Oponent             | Marcador      |
| ---------- | ---- | ---------------------- | --------------------------- | ------------ | ------------------- | ------------- |
| Finalista  | 1.   | 29 de gener de 1979    | Toronto, Canadà             | Moqueta (i)  | Barbara Potter      | 1−6, 4−6      |
| Finalista  | 2.   | 17 de desembre de 1979 | Sydney, Austràlia           | Gespa        | Hana Mandlíková     | 3−6, 6−3, 3−6 |
| Finalista  | 3.   | 27 d'octubre de 1980   | Estocolm, Suècia            | Moqueta (i)  | Hana Mandlíková     | 2−6, 2−6      |
| Finalista  | 4.   | 16 de febrer de 1981   | Houston, Estats Units       | Moqueta (i)  | Hana Mandlíková     | 4−6, 4−6      |
| Finalista  | 5.   | 14 de setembre de 1981 | Tòquio, Japó                | Moqueta (i)  | Ann Kiyomura        | 4−6, 5−7      |
| Finalista  | 6.   | 5 d'octubre de 1981    | Tampa, Estats Units         | Dura         | Martina Navrátilová | 7−5, 2−6, 0−6 |
| Finalista  | 7.   | 11 de gener de 1982    | Cincinnati, Estats Units    | Moqueta (i)  | Barbara Potter      | 4−6, 6−7(3)   |
| Guanyadora | 1.   | 15 de febrer de 1982   | Houston                     | Moqueta (i)  | Pam Shriver         | 6−2, 3−6, 6−2 |
| Guanyadora | 2.   | 17 de maig de 1982     | Berlín, Alemanya Occidental | Terra batuda | Kathy Rinaldi       | 6−2, 6−2      |
| Finalista  | 8.   | 23 d'agost de 1982     | Mahwah, Estats Units        | Dura         | Leigh-Anne Thompson | 6−7(4), 3−6   |
| Guanyadora | 3.   | 13 de setembre de 1982 | Tòquio                      | Moqueta (i)  | Barbara Potter      | 7−6, 6−2      |
| Guanyadora | 4.   | 21 de febrer de 1983   | Oakland, Estats Units       | Moqueta (i)  | Sylvia Hanika       | 6−3, 6−3      |
| Finalista  | 9.   | 6 de juliol de 1987    | Knokke, Bèlgica             | Terra batuda | Kathleen Horvath    | 1−6, 6−7(5)   |

### Dobles: 10 (4−6)
| Títols per superfície |
| --------------------- |
| Dura (0−1)            |
| Gespa (0−1)           |
| Terra batuda (3−2)    |
| Moqueta (1−2)         |

| Resultat   | Núm. | Data                   | Torneig                          | Superfície   | Parella              | Oponents                           | Marcador         |
| ---------- | ---- | ---------------------- | -------------------------------- | ------------ | -------------------- | ---------------------------------- | ---------------- |
| Finalista  | 1.   | 17 de maig de 1982     | Berlín, Alemanya Occidental      | Terra batuda | Claudia Kohde-Kilsch | Liz Gordon Beverly Mould           | 3−6, 4−6         |
| Guanyadora | 1.   | 4 de juliol de 1983    | Hamburg, Alemanya Occidental     | Terra batuda | Claudia Kohde-Kilsch | Ivanna Madruga Catherine Tanvier   | 7−5, 6−4         |
| Guanyadora | 2.   | 11 de juliol de 1983   | Friburg, Alemanya Occidental     | Terra batuda | Eva Pfaff            | Ivanna Madruga Emilse Raponi-Longo | 6−1, 6−2         |
| Finalista  | 2.   | 1 d'octubre de 1984    | Los Angeles, Estats Units        | Dura (i)     | Eva Pfaff            | Chris Evert-Lloyd Wendy Turnbull   | 2−6, 4−6         |
| Finalista  | 3.   | 15 d'octubre de 1984   | Filderstadt, Alemanya Occidental | Moqueta (i)  | Eva Pfaff            | Claudia Kohde-Kilsch Helena Suková | 2−6, 6−4, 3−6    |
| Finalista  | 4.   | 12 de novembre de 1984 | Brisbane, Austràlia              | Gespa        | Eva Pfaff            | Martina Navrátilová Pam Shriver    | 3−6, 2−6         |
| Finalista  | 5.   | 20 de maig de 1985     | Lugano, Suïssa                   | Terra batuda | Eva Pfaff            | Bonnie Gadusek Helena Suková       | 2−6, 4−6         |
| Guanyadora | 3.   | 8 de setembre de 1986  | Tòquio, Japó                     | Moqueta (i)  | Steffi Graf          | Katerina Maleeva Manuela Maleeva   | 6−1, 6−7(4), 6−2 |
| Guanyadora | 4.   | 6 de juliol de 1987    | Knokke, Bèlgica                  | Terra batuda | Manuela Maleeva      | Kathleen Horvath Marcella Mesker   | 4−6, 6−4, 6−4    |
| Finalista  | 6.   | 2 de novembre de 1987  | Worcester, Estats Units          | Moqueta (i)  | Eva Pfaff            | Elise Burgin Rosalyn Fairbank      | 4−6, 4−6         |

### Equips: 2 (0−2)
| Resultat  | Núm. | Data                    | Torneig                                   | Superfície   | Equip                          | Oponents                                                     | Marcador |
| --------- | ---- | ----------------------- | ----------------------------------------- | ------------ | ------------------------------ | ------------------------------------------------------------ | -------- |
| Finalista | 1.   | 19−25 de juliol de 1982 | Copa Federació, Santa Clara, Estats Units | Dura         | Claudia Kohde-Kilsch           | Chris Evert-Lloyd Andrea Leand Martina Navrátilová           | 0−3      |
| Finalista | 2.   | 17−24 de juliol de 1983 | Copa Federació, Zúric, Suïssa             | Terra batuda | Claudia Kohde-Kilsch Eva Pfaff | Iva Budarova Hana Mandlíková Marcela Skuherska Helena Suková | 1−2      |

## Trajectòria

### Individual
| Open d'Austràlia | A   | A  | 1R | 3R | A  | A  | 2R | 1R | NC | A  | A | A  | 0 / 4 | 3 − 4  |
| Roland Garros | A   | 3R | 3R | 4R | 2R | 2R | 3R | 3R | 2R | A  | A | A  | 0 / 8 | 14 − 8 |
| Wimbledon | A   | 2R | 3R | 2R | SF | 1R | 3R | 3R | QF | 3R | A | A  | 0 / 9 | 19 − 9 |
| US Open | 3R  | 1R | 3R | 4R | 3R | A  | 3R | 1R | 2R | 4R | A | A  | 0 / 9 | 15 − 9 |
| Rànquing a final d'any | 105 | 32 | 19 | 9  | 9  | 7  | 21 | 23 | 12 | 15 | − | 71 |       |        |
| Llegenda: G: Guanyadora; F: Finalista; SF: Semifinalista; QF: Quarts de final; Q: Qualificació; A: Absent; RR: Round Robin |     |    |    |    |    |    |    |    |    |    |   |    |       |        |

### Dobles femenins
| Open d'Austràlia | A  | A  | 2R | 1R | A  | A | 1R | A  | NC | A  | A | A  | 0 / 3 | 1 − 3  |
| Roland Garros | A  | 1R | 1R | SF | QF | A | 3R | QF | 3R | A  | A | A  | 0 / 7 | 14 − 7 |
| Wimbledon | A  | 2R | 3R | 1R | SF | A | 1R | 3R | 3R | 3R | A | 2R | 0 / 9 | 14 − 9 |
| US Open | 2R | 2R | 3R | QF | SF | A | 1R | 3R | 1R | 3R | A | A  | 0 / 9 | 15 − 9 |
| Llegenda: G: Guanyadora; F: Finalista; SF: Semifinalista; QF: Quarts de final; Q: Qualificació; A: Absent; RR: Round Robin |    |    |    |    |    |   |    |    |    |    |   |    |       |        |

### Dobles mixts
| Open d'Austràlia | A  | A  | A  | A  | A | A  | A  | NC | A  | 0 / 0 | 0 − 0  |
| Roland Garros | A  | A  | A  | A  | A | A  | 2R | 3R | A  | 0 / 2 | 3 − 2  |
| Wimbledon | A  | 2R | SF | QF | A | A  | A  | SF | A  | 0 / 4 | 9 − 4  |
| US Open | QF | 1R | SF | QF | A | 3R | 2R | SF | 1R | 0 / 8 | 17 − 8 |
| Llegenda: G: Guanyadora; F: Finalista; SF: Semifinalista; QF: Quarts de final; Q: Qualificació; A: Absent; RR: Round Robin |    |    |    |    |   |    |    |    |    |       |        |

## Guardons
- WTA Comeback Player of the Year (1987)